# Лаймхаус (станція)
51°30′45″ пн. ш. 0°02′23″ зх. д. / 51.5124° пн. ш. 0.0397° зх. д.
Лаймхаус (англ. Limehouse) — станція National Rail та Доклендського легкого метро (DLR) у районі Лаймхаус, боро Тауер-Гемлетс, Лондон, Англія. 
Обслуговується c2c до/з Фенчерч-стріт та Доклендського легкого метро до/з Тауер-Гейтвей або Бенк. 
Лаймхаус розташований за 2,8 км від Фенчерч-стріт, а наступна станція – Вест-Гем; на DLR між Шедвеллом і Вестферрі у 2-й тарифній зоні.
В 2019 році пасажирообіг станції — 3.528 млн осіб.

## Історія
- 6. липня 1840: відкриття як Степні у складі London and Blackwall Railway (LBR)
- 28. вересня 1850:	відкриття платформ у складі LBER
- 1. липня 1923: станцію перейменовано на Степні-Іст
- 3. травня 1926: закриття платформ	LBR
- 11. травня 1987: станцію перейменовано на Лаймхаус
- 31. серпня 1987: відкриття платформ DLR

## Пересадки
Пересадки на автобуси London Buses маршрутів: 15, 115, 135, D3 та нічні маршрути N15, N550, N551 

## Послуги
| Попередня станція | Лінія | Лінія                   | Лінія | Наступна станція |
| ----------------- | ----- | ----------------------- | ----- | ---------------- |
| Фенчерч-стріт     |       | c2c                     |       | Вест-Гем         |
| Шедвелл           |       | Доклендське легке метро |       | Вестферрі        |